# World Wide Live
World Wide Live è il secondo live-album del gruppo musicale tedesco Scorpions.
Registrato durante il tour seguito all'album Love at First Sting in numerosi concerti (soprattutto in California) tra il 1984 e il 1985, è il live album più venduto della band, che nei soli Stati Uniti vendette più di 1 500 000 copie.
L'album racchiude i più grandi successi degli Scorpions pubblicati da quando sono passati alla casa discografica EMI nel 1979 e non presenta quindi nessun brano in comune con il precedente live Tokyo Tapes, inciso nel 1978.

## Tracce
1. Countdown (intro) (Jabs, Meine) – 0:41
2. Coming Home (Schenker, Meine) – 3:17
3. Blackout (Schenker, Meine, Rarebell, Kittelsen)  – 3:41
4. Bad Boys Running Wild (Schenker, Meine, Rarebell) – 3:43
5. Loving You Sunday Morning (Schenker, Meine, Rarebell) – 4:39
6. Make It Real (Schenker, Rarebell) – 3:29
7. Big City Nights (Schenker, Meine) – 4:50
8. Coast to Coast (Schenker) – 4:41
9. Holiday (Schenker, Meine) – 3:14
10. Still Loving You (Schenker, Meine) – 5:45
11. Rock You Like a Hurricane (Schenker, Meine, Rarebell) – 4:05
12. Can't Live Without You (Schenker, Meine) – 5:30
13. Another Piece of Meat (Schenker, Rarebell) – 3:37
14. Dynamite (Schenker, Meine, Rarebell) -6:40
15. The Zoo (Schenker, Meine) – 5:54
16. No One Like You (Schenker, Meine) – 4:09
17. Can't Get Enough (Part One) (Schenker, Meine) – 2:02
18. Six String Sting (Jabs) – 5:17
19. Can't Get Enough (Part Two) (Schenker, Meine) – 1:53

## Formazione
- Klaus Meine - voce, chitarra ritmica in Coast to Coast.
- Rudolf Schenker - chitarra
- Matthias Jabs - chitarra
- Francis Buchholz - basso
- Herman Rarebell - batteria

## Classifiche

### Classifiche settimanali
| Classifica (1985) | Posizione massima |
| ----------------- | ----------------- |
| Austria           | 4                 |
| Canada            | 39                |
| Finlandia         | 9                 |
| Francia           | 20                |
| Germania          | 4                 |
| Giappone          | 43                |
| Paesi Bassi       | 47                |
| Regno Unito       | 18                |
| Stati Uniti       | 14                |
| Svezia            | 9                 |
| Svizzera          | 18                |

### Classifiche di fine anno
| Classifica (1985) | Posizione |
| ----------------- | --------- |
| Francia           | 50        |
| Germania          | 27        |